# 베링트럭
베링트럭(Bering Trucks Corporation)은 미국의 트럭 전문 자동차 회사였다. 본사는 버지니아주 프론트 로얄에 있었다.

## 역사
베링트럭은 1997년에 설립된 회사로 70여년 만에 새로 설립된 미국의 트럭 제조업체 및 유통업체였다. 대한민국의 대표적인 자동차 회사인 현대자동차와 제휴하여 마이티, 슈퍼트럭의 중형과 대형 모델을 OEM 방식으로 선보였다. 1999년에 판매가 시작되었고, 그 해에만 1,400대 이상을 가진 양을 생산하거나 판매하면서 가장 빠르게 성장하는 미국의 트럭 회사로 꼽히기도 했다.
하지만 2001년에 기술 제휴의 경우 현대자동차에서 다임러-크라이슬러로 변경되면서 판매 중단 위기까지 갔다. 이로 인해 소송을 치르는 도중에 2004년에 현대자동차가 베링트럭 간의 계약을 위반했다는 사실이 드러났다. 결국 2006년에 현대자동차와 다임러-크라이슬러 간의 소송이 끝나고 난 뒤, 베링트럭은 현대자동차와의 기술 제휴는 완전히 끊어졌다.
회사 자체도 공급자 측으로부터 여러번 소송을 받아 2015년에 해체되었다.

## 주요 차종

### 트럭
- 베링 LD (현대 마이티)

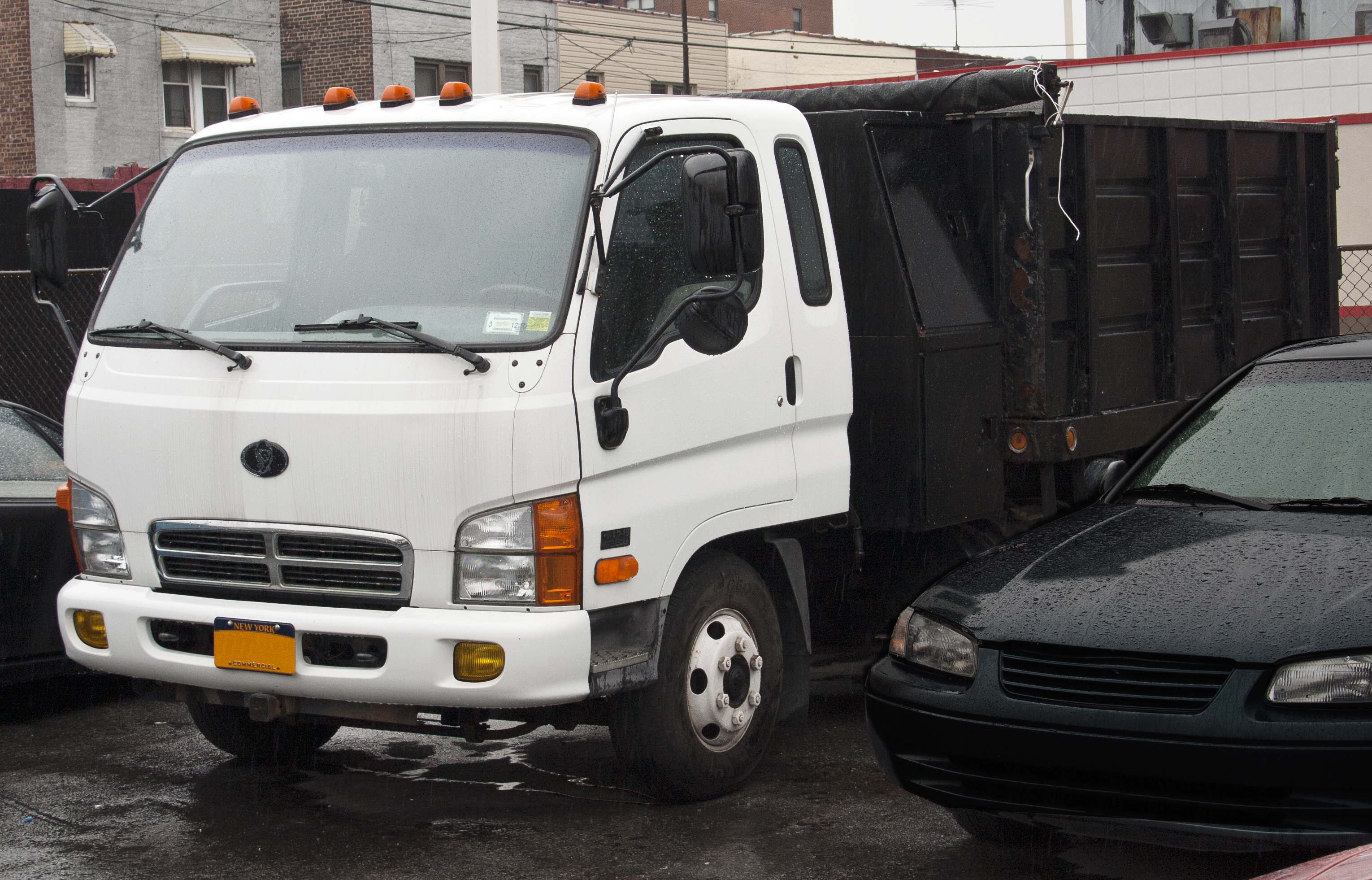
베링 LD15

- 베링 MD (현대 슈퍼트럭 중형 모델)
- 베링 HDMX (현대 슈퍼트럭 대형 모델)

### 기타
- 산업용 엔진
- 트럭 섀시
- 버스 섀시

## 관련참고
- 현대자동차